# Motomondiale 2003
La stagione 2003 è stata la cinquantacinquesima del motomondiale; come gli anni precedenti il calendario era composto da sedici gran premi.

## Il contesto
Non vennero quest'anno inserite modifiche rilevanti nei regolamenti tecnici, né nei metodi di assegnazione dei punteggi.
In maniera quasi sorprendente e diversamente dagli anni precedenti, anche l'ordine di effettuazione dei gran premi restò invariata rispetto all'anno precedente: la stagione iniziò il 6 aprile con il Gran Premio motociclistico del Giappone e terminò il 2 novembre in Spagna con il Gran Premio motociclistico della Comunità Valenciana.
Valentino Rossi vinse il titolo piloti nella MotoGP mentre Manuel Poggiali e Daniel Pedrosa la spuntarono rispettivamente in 250 e 125. I titoli dei costruttori andarono alla Honda nella classe regina e alla Aprilia nelle altre due classi.
Da questa edizione si affacciarono alle gare alcune nuove case motociclistiche, la Ducati e la Kawasaki nella MotoGP (si trattava per entrambe di un ritorno dopo diversi anni di assenza), la KTM e la Malaguti nella classe 125.
Tra gli annunci di fine stagione vi furono quelle dei ritiri dalle competizioni di Emilio Alzamora, Masao Azuma e Lucio Cecchinello, nonché quella del trasferimento di Valentino Rossi dalla HRC alla Yamaha.

## Il calendario
| 6 aprile Resoconto     | GP del Giappone (Suzuka)                | Stefano Perugini  | Manuel Poggiali | Valentino Rossi |
| 27 aprile Resoconto    | GP del Sudafrica (Welkom)               | Daniel Pedrosa    | Manuel Poggiali | Sete Gibernau   |
| 11 maggio Resoconto    | GP di Spagna (Jerez)                    | Lucio Cecchinello | Toni Elías      | Valentino Rossi |
| 25 maggio Resoconto    | GP di Francia (Le Mans)                 | Daniel Pedrosa    | Toni Elías      | Sete Gibernau   |
| 8 giugno Resoconto     | GP d'Italia (Mugello)                   | Lucio Cecchinello | Manuel Poggiali | Valentino Rossi |
| 15 giugno Resoconto    | GP di Catalogna (Catalunya)             | Daniel Pedrosa    | Randy de Puniet | Loris Capirossi |
| 28 giugno Resoconto    | GP d'Olanda (Assen)                     | Steve Jenkner     | Anthony West    | Sete Gibernau   |
| 13 luglio Resoconto    | GP di Gran Bretagna (Donington Park)    | Héctor Barberá    | Fonsi Nieto     | Max Biaggi      |
| 27 luglio Resoconto    | GP di Germania (Sachsenring)            | Stefano Perugini  | Roberto Rolfo   | Sete Gibernau   |
| 17 agosto Resoconto    | GP della Repubblica Ceca (Brno)         | Daniel Pedrosa    | Randy de Puniet | Valentino Rossi |
| 7 settembre Resoconto  | GP del Portogallo (Estoril)             | Pablo Nieto       | Toni Elías      | Valentino Rossi |
| 20 settembre Resoconto | GP del Brasile (Jacarepaguà)            | Jorge Lorenzo     | Manuel Poggiali | Valentino Rossi |
| 5 ottobre Resoconto    | GP del Pacifico (Motegi)                | Héctor Barberá    | Toni Elías      | Max Biaggi      |
| 12 ottobre Resoconto   | GP della Malesia (Sepang)               | Daniel Pedrosa    | Toni Elías      | Valentino Rossi |
| 19 ottobre Resoconto   | GP d'Australia (Phillip Island)         | Andrea Ballerini  | Roberto Rolfo   | Valentino Rossi |
| 2 novembre Resoconto   | GP della Comunità Valenciana (Valencia) | Casey Stoner      | Randy de Puniet | Valentino Rossi |

## Sistema di punteggio e legenda
| Pos.  | 1  | 2  | 3  | 4  | 5  | 6  | 7 | 8 | 9 | 10 | 11 | 12 | 13 | 14 | 15 | 16 > |
| ----- | -- | -- | -- | -- | -- | -- | - | - | - | -- | -- | -- | -- | -- | -- | ---- |
| Punti | 25 | 20 | 16 | 13 | 11 | 10 | 9 | 8 | 7 | 6  | 5  | 4  | 3  | 2  | 1  | 0    |

## Le classi

### MotoGP

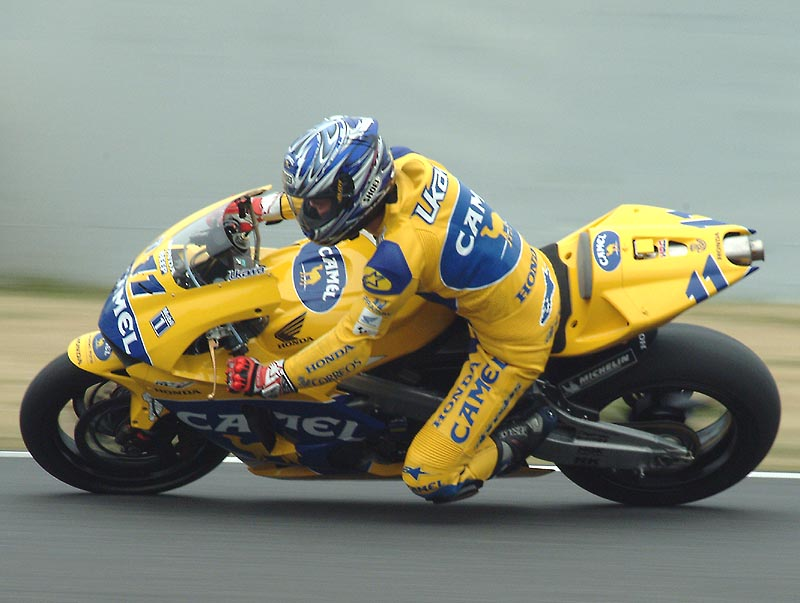
La Honda RC211V di Tōru Ukawa.

La stagione della MotoGP non iniziò nel migliore dei modi: al primo gran premio, il GP del Giappone, avvenne un grave incidente che portò alla morte di Daijirō Katō, già vincitore del titolo iridato in classe 250 nel motomondiale 2001.
La stagione vide vincitore Valentino Rossi sulla Honda RC211V, al suo terzo titolo consecutivo. Il pilota di Tavullia ottenne 9 vittorie nei 16 gran premi in programma, e giunse sul podio in tutte le gare, precedendo in classifica altre due moto dello stesso tipo, condotte da Sete Gibernau (quattro vittorie durante l'anno) e Max Biaggi (vincitore in due occasioni). L'unico altro pilota a vincere un gran premio nella stagione fu Loris Capirossi, che a bordo della Ducati Desmosedici si impose nel GP di Catalogna.
Il titolo costruttori venne ottenuto, con notevole vantaggio, dalla Honda, che precedette Ducati e Yamaha.
Il GP di Francia fu disturbato dal maltempo e si svolse in due manche. Durante il Gran Premio di Gran Bretagna Valentino Rossi, primo al traguardo, fu penalizzato di 10 secondi a fine gara, per sorpasso con bandiere gialle; passò così dal primo al terzo posto, scavalcato da Max Biaggi e Sete Gibernau.
Durante il Gran Premio d'Australia sempre Rossi fu penalizzato in gara di 10 secondi, ma nonostante la penalizzazione riuscì a concludere primo, con ulteriori 5 secondi di vantaggio sul secondo classificato, Loris Capirossi. Nel GP del Pacifico due piloti subirono sanzioni disciplinari per comportamento scorretto: Makoto Tamada venne squalificato nella stessa corsa e John Hopkins (ritirato in gara) venne escluso dalla gara successiva.
Situazione particolare per il team WCM: iniziò la stagione con una nuova moto, derivata dalla Yamaha, ma venne squalificato; si ripresentò nella seconda parte della stagione portando al via delle vecchie motociclette a due tempi che avevano gareggiato sotto diverse insegne negli anni precedenti; con tali mezzi obsoleti non colse risultati di rilievo né punti validi per le classifiche mondiali.

#### Classifica piloti (prime 5 posizioni)
| Pos. | Pilota          | Moto   |   |     |     |     |    |    |    |   |     |     |   |   |   |   |    |    | P.ti |
| ---- | --------------- | ------ | - | --- | --- | --- | -- | -- | -- | - | --- | --- | - | - | - | - | -- | -- | ---- |
| 1    | Valentino Rossi | Honda  | 1 | 2   | 1   | 2   | 1  | 2  | 3  | 3 | 2   | 1   | 1 | 1 | 2 | 1 | 1  | 1  | 357  |
| 2    | Sete Gibernau   | Honda  | 4 | 1   | Rit | 1   | 7  | 3  | 1  | 2 | 1   | 2   | 4 | 2 | 4 | 2 | 4  | 2  | 277  |
| 3    | Max Biaggi      | Honda  | 2 | 3   | 2   | 5   | 3  | 14 | 2  | 1 | Rit | 5   | 2 | 4 | 1 | 3 | 17 | 4  | 228  |
| 4    | Loris Capirossi | Ducati | 3 | Rit | Rit | Rit | 2  | 1  | 6  | 4 | 4   | Rit | 3 | 6 | 8 | 6 | 2  | 3  | 177  |
| 5    | Nicky Hayden    | Honda  | 7 | 7   | Rit | 12  | 12 | 9  | 11 | 8 | 5   | 6   | 9 | 5 | 3 | 4 | 3  | 16 | 130  |
| Pos. | Pilota          | Moto   |   |     |     |     |    |    |    |   |     |     |   |   |   |   |    |    | P.ti |

| Legenda                                                                        | 1º posto        | 2º posto        | 3º posto | A punti      | Senza punti        | Grassetto=Pole position Corsivo=Giro più veloce |
| Legenda                                                                        | Gara non valida | Non qualificato | Ritirato | Squalificato | "-" Dato non disp. | Grassetto=Pole position Corsivo=Giro più veloce |
| Fonte dei dati: motogp.com, racingmemo.free.fr, autosport.com, jumpingjack.nl. |                 |                 |          |              |                    |                                                 |

#### Classifica costruttori (prime tre posizioni)
| Pos. | Costruttore | Motocicletta |   |   |   |     |   |   |   |   |   |   |   |   |   |   |   |   | P.ti |
| ---- | ----------- | ------------ | - | - | - | --- | - | - | - | - | - | - | - | - | - | - | - | - | ---- |
| 1    | Honda       | RC211V       | 1 | 1 | 1 | 1   | 1 | 2 | 1 | 1 | 1 | 1 | 1 | 1 | 1 | 1 | 1 | 1 | 395  |
| 2    | Ducati      | Desmosedici  | 3 | 4 | 3 | Rit | 2 | 1 | 6 | 4 | 3 | 3 | 3 | 6 | 8 | 6 | 2 | 3 | 225  |
| 3    | Yamaha      | YZR-M1       | 8 | 5 | 5 | 3   | 5 | 4 | 4 | 6 | 7 | 4 | 7 | 8 | 5 | 5 | 6 | 5 | 175  |

#### Classifica squadre (prime tre posizioni)
| Pos. | Squadra           | Piloti          |    |     |     |     |     |    |    |     |     |     |   |    |     |   |     |     | P.ti |
| ---- | ----------------- | --------------- | -- | --- | --- | --- | --- | -- | -- | --- | --- | --- | - | -- | --- | - | --- | --- | ---- |
| 1    | Repsol Honda      | Valentino Rossi | 1  | 2   | 1   | 2   | 1   | 2  | 3  | 3   | 2   | 1   | 1 | 1  | 2   | 1 | 1   | 1   | 487  |
| 1    | Repsol Honda      | Nicky Hayden    | 7  | 7   | Rit | 12  | 12  | 9  | 11 | 8   | 5   | 6   | 9 | 5  | 3   | 4 | 3   | 16  | 487  |
| 2    | Camel Pramac Pons | Max Biaggi      | 2  | 3   | 2   | 5   | 3   | 14 | 2  | 1   | Rit | 5   | 2 | 4  | 1   | 3 | 17  | 4   | 351  |
| 2    | Camel Pramac Pons | Tōru Ukawa      | 20 | 6   | 4   | 7   | 6   | 6  | 12 | Rit | 6   | 8   | 5 | 7  | 7   | 7 | 5   | Rit | 351  |
| 3    | Ducati Marlboro   | Loris Capirossi | 3  | Rit | Rit | Rit | 2   | 1  | 6  | 4   | 4   | Rit | 3 | 6  | 8   | 6 | 2   | 3   | 305  |
| 3    | Ducati Marlboro   | Troy Bayliss    | 5  | 4   | 3   | Rit | Rit | 10 | 9  | 5   | 3   | 3   | 6 | 10 | Rit | 9 | Rit | 7   | 305  |
| Pos. | Squadra           | Piloti          |    |     |     |     |     |    |    |     |     |     |   |    |     |   |     |     | P.ti |

| Legenda                                                                        | 1º posto        | 2º posto        | 3º posto | A punti      | Senza punti        | Grassetto=Pole position Corsivo=Giro più veloce |
| Legenda                                                                        | Gara non valida | Non qualificato | Ritirato | Squalificato | "-" Dato non disp. | Grassetto=Pole position Corsivo=Giro più veloce |
| Fonte dei dati: motogp.com, racingmemo.free.fr, autosport.com, jumpingjack.nl. |                 |                 |          |              |                    |                                                 |

### Classe 250
Il detentore del titolo del 2002, Marco Melandri, passò quest'anno a gareggiare nella classe di cilindrata superiore; il titolo piloti della quarto di litro fu del pilota sammarinese Manuel Poggiali, che doppiò così quello già ottenuto due anni prima nella classe 125.
Poggiali si impose in 4 gare; meglio di lui fece Toni Elías, che su una Aprilia RSW (identica a quella di Poggiali) vinse in 5 occasioni ma arrivò al terzo posto in classifica generale. Al secondo posto, grazie alla regolarità dei piazzamenti, giunse invece Roberto Rolfo sulla Honda RS-W, con due successi. I restanti Gran Premi videro imporsi Randy de Puniet in tre occasioni e una volta ciascuno Fonsi Nieto e Anthony West, tutti su Aprilia.
La classifica riservata ai costruttori vide imporsi la Aprilia che precedette la Honda.

#### Classifica piloti (prime 5 posizioni)
| Pos. | Pilota          | Moto    |     |   |   |     |     |     |     |   |   |   |   |     |   |   |     |   | P.ti |
| ---- | --------------- | ------- | --- | - | - | --- | --- | --- | --- | - | - | - | - | --- | - | - | --- | - | ---- |
| 1    | Manuel Poggiali | Aprilia | 1   | 1 | 4 | Rit | 1   | Rit | 4   | 2 | 8 | 3 | 2 | 1   | 3 | 2 | 9   | 3 | 249  |
| 2    | Roberto Rolfo   | Honda   | 7   | 5 | 2 | 3   | 4   | 9   | 6   | 5 | 1 | 4 | 4 | 2   | 2 | 4 | 1   | 7 | 235  |
| 3    | Toni Elías      | Aprilia | Rit | 8 | 1 | 1   | 6   | 4   | 13  | 4 | 7 | 2 | 1 | 18  | 1 | 1 | 11  | 2 | 226  |
| 4    | Randy de Puniet | Aprilia | Rit | 2 | 3 | 2   | Rit | 1   | Rit | 8 | 3 | 1 | 3 | 3   | 6 | 5 | Rit | 1 | 208  |
| 5    | Fonsi Nieto     | Aprilia | 6   | 7 | 7 | 4   | 2   | 2   | Rit | 1 | 2 | 6 | 9 | Rit | 8 | 3 | 3   | 5 | 194  |
| Pos. | Pilota          | Moto    |     |   |   |     |     |     |     |   |   |   |   |     |   |   |     |   | P.ti |

| Legenda                                                                        | 1º posto        | 2º posto        | 3º posto | A punti      | Senza punti        | Grassetto=Pole position Corsivo=Giro più veloce |
| Legenda                                                                        | Gara non valida | Non qualificato | Ritirato | Squalificato | "-" Dato non disp. | Grassetto=Pole position Corsivo=Giro più veloce |
| Fonte dei dati: motogp.com, racingmemo.free.fr, autosport.com, jumpingjack.nl. |                 |                 |          |              |                    |                                                 |

#### Classifica costruttori
| Pos. | Costruttore | Motocicletta |   |    |   |   |   |   |    |   |    |   |   |   |   |   |   |    | P.ti |
| ---- | ----------- | ------------ | - | -- | - | - | - | - | -- | - | -- | - | - | - | - | - | - | -- | ---- |
| 1    | Aprilia     | RSV 250      | 1 | 1  | 1 | 1 | 1 | 1 | 1  | 1 | 2  | 1 | 1 | 1 | 1 | 1 | 2 | 1  | 390  |
| 2    | Honda       | RS 250 R     | 2 | 4  | 2 | 3 | 4 | 7 | 5  | 5 | 1  | 4 | 4 | 2 | 2 | 4 | 1 | 6  | 252  |
| 3    | Yamaha      | YZR 250      | 8 | 10 | 8 | 5 | 7 | 5 | 20 | 9 | 16 | 9 | 8 | 5 | 7 | 7 | 6 | 11 | 119  |

### Classe 125

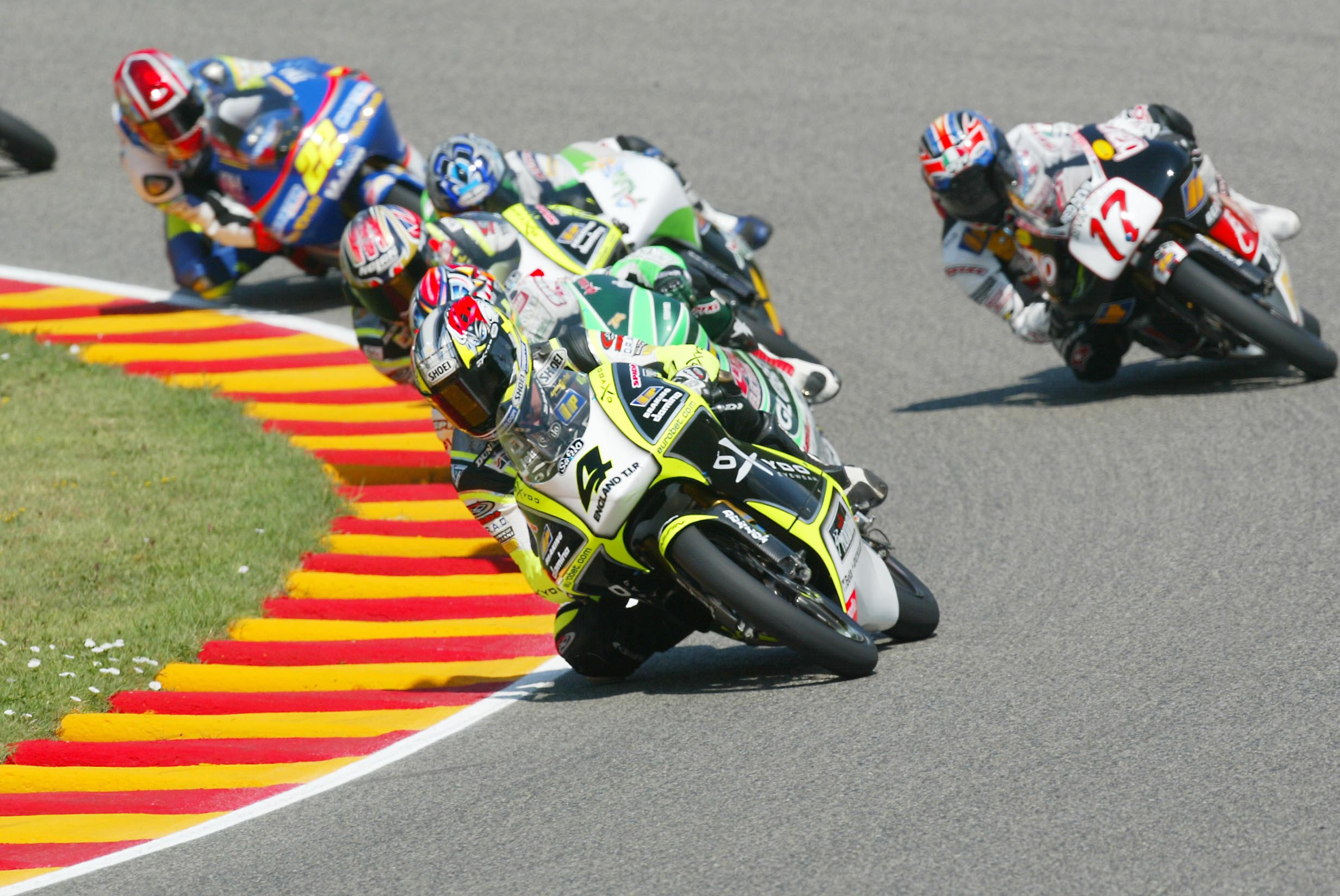
Una fase del GP d'Italia.

Il vincitore del titolo 2002, Arnaud Vincent, quest'anno giunse al 18º posto; il titolo piloti venne ottenuto da Daniel Pedrosa su Honda (terzo l'anno precedente) che vinse in 5 occasioni e precedette in classifica Alex De Angelis (per lui nessun successo nell'anno) e Héctor Barberá (vincitore due volte), entrambi equipaggiati da moto Aprilia.
Piloti equipaggiati da moto Aprilia si imposero anche in diverse altre occasioni (Stefano Perugini e Lucio Cecchinello due volte ciascuno, Steve Jenkner, Casey Stoner e Pablo Nieto una volta a testa), la casa motociclistica di Noale ottenne così il titolo riservato ai costruttori, visto anche che Honda poté sommare alle vittorie di Pedrosa solamente quella ottenuta da Andrea Ballerini al GP d'Australia. L'unica altra casa ad ottenere vittorie fu la Derbi, che si impose in Brasile con Jorge Lorenzo alla guida.
In occasione del GP d'Olanda, il pilota Robbin Harms venne squalificato ed ebbe in aggiunta la sospensione dal successivo gran premio.

#### Classifica piloti (prime 5 posizioni)
| Pos. | Pilota           | Moto    |     |     |   |     |   |     |    |     |    |   |     |   |   |     |     |     | P.ti |
| ---- | ---------------- | ------- | --- | --- | - | --- | - | --- | -- | --- | -- | - | --- | - | - | --- | --- | --- | ---- |
| 1    | Daniel Pedrosa   | Honda   | 8   | 1   | 4 | 1   | 2 | 1   | 8  | Rit | 4  | 1 | 4   | 4 | 6 | 1   | NQ  |     | 223  |
| 2    | Alex De Angelis  | Aprilia | Rit | 6   | 3 | Rit | 5 | 3   | 6  | 4   | 3  | 3 | 3   | 3 | 9 | 6   | 7   | Rit | 166  |
| 3    | Héctor Barberá   | Aprilia | Rit | 13  | 7 | 11  | 9 | Rit | 3  | 1   | 14 | 5 | 2   | 9 | 1 | 8   | 6   | 3   | 164  |
| 4    | Stefano Perugini | Aprilia | 1   | Rit | 5 | 7   | 7 | 5   | 5  | 3   | 1  | 2 | Rit | 7 | 4 | Rit | Rit | 13  | 162  |
| 5    | Andrea Dovizioso | Honda   | 5   | 2   | 9 | 3   | 4 | Rit | 10 | 2   | 7  | 6 | 8   | 6 | 3 | 13  | Rit | 8   | 157  |
| Pos. | Pilota           | Moto    |     |     |   |     |   |     |    |     |    |   |     |   |   |     |     |     | P.ti |

| Legenda                                                                        | 1º posto        | 2º posto        | 3º posto | A punti      | Senza punti        | Grassetto=Pole position Corsivo=Giro più veloce |
| Legenda                                                                        | Gara non valida | Non qualificato | Ritirato | Squalificato | "-" Dato non disp. | Grassetto=Pole position Corsivo=Giro più veloce |
| Fonte dei dati: motogp.com, racingmemo.free.fr, autosport.com, jumpingjack.nl. |                 |                 |          |              |                    |                                                 |

#### Classifica costruttori (prime tre posizioni)
| Pos. | Costruttore | Motocicletta |     |    |    |    |     |   |    |     |    |    |   |   |     |   |   |    | P.ti |
| ---- | ----------- | ------------ | --- | -- | -- | -- | --- | - | -- | --- | -- | -- | - | - | --- | - | - | -- | ---- |
| 1    | Aprilia     | RS 125 R     | 1   | 3  | 1  | 2  | 1   | 3 | 1  | 1   | 1  | 2  | 1 | 2 | 1   | 6 | 3 | 1  | 343  |
| 2    | Honda       | RS 125 R     | 5   | 1  | 4  | 1  | 2   | 1 | 7  | 2   | 4  | 1  | 4 | 4 | 3   | 1 | 1 | 8  | 286  |
| 3    | Derbi       | 125 GP       | Rit | 23 | 15 | 19 | Rit | 6 | 21 | Rit | 21 | 12 | 6 | 1 | Rit | 3 | 8 | 11 | 79   |